# Stereo
Stereofonski zvok bolj pogosto stereo, je metoda zvokovne reprodukcije, ki ustvarja iluzijo slišne smeri zvokovne perspektive. Navadno se tak učinek na poslušalca doseže z dvema ali več neodvisnimi avdio-kanali s pomočjo konfiguracije dveh ali več zvočnikov. Na tak način se na poslušalca ustvari občutek, da zvok prihaja z različnih smeri, tako kot pri naravnem poslušanju. Izraz stereofonija se sicer nanaša na tako imenovani »kvadrofonski« ali ambientalni »surround« sistem, kot tudi na najbolj pogosti, 2-kanalne sisteme z reprodukcijo na dveh zvočnikih (levo, desno). Kot nasprotje izrazu stereo je pogosto podan termin mono ali mono sistem, pri čemer ne gre zamenjevati z monofonijo, ki predstavlja enoglasno glasbo. Zvokovni mono sistem je organiziran v obliki enega avdio-kanala in navadno v zvočnem polju zaseda sredino. Stereo sistem je danes najpogostejša reprodukcijska avdio tehnika, v uporabi je v kinematografih, v okviru radijskih in televizijskih programov, posnete glasbe (zgoščenke), itd.
Izraz stereofonija izhaja iz grščine, pri čemer στερεός (stereos) pomeni »črvst«, »soliden« + φωνή (fon) pa zvok, ton, glass. Izraz stereofonija je nastal leta 1927 v podjetju Western Electric po analogiji izraza stereoskop.